# Климівка (Полтавський район)
Климі́вка — село в Україні, у Ланнівській сільській громаді Полтавського району Полтавської області. Населення становить понад 1000 осіб з урахуванням ВПО. Орган місцевого самоврядування — Климівська сільська рада.

## Географія
Село Климівка знаходиться на лівому березі річки Орчик, вище за течією на відстані 3 км розташоване село Федорівка, нижче за течією примикає село Новоселівка. Річка в цьому місці звивиста, утворює лимани, стариці та заболочені озера. Селом протікає пересихаючий струмок з загатою.

## Історія
У 18 сторіччі поселення відносилось до Протовчанської паланки.
Станом на 1885 рік у колишньому державному селі Федорівської волості Костянтиноградського повіту Полтавської губернії мешкало 1827 осіб, налічувалось 364 дворових господарств, існували православна церква, школа, богодільня, 2 лавки, 2 ярмарки на рік, 27 вітряних млинів.
За переписом 1897 року кількість мешканців зросла до 2722 осіб (1351 чоловічої статі та 1371 — жіночої), з яких 2715 — православної віри.
12 червня 2020 року, відповідно до розпорядження Кабінету Міністрів України № 721-р «Про визначення адміністративних центрів та затвердження територій територіальних громад Полтавської області», село увійшло до складу Ланнівської сільської громади.
19 липня 2020 року, в результаті адміністративно - територіальної реформи та ліквідації Карлівського району, село увійшло до складу новоутвореного Полтавського району Полтавської області.

## Економіка
- Молочно-товарна ферма.
- «Батьківщина», ТОВ.

## Об'єкти соціальної сфери
- Школа.
- Будинок культури.
- Климівський історико-краєзнавчий музей.
- Климівська дільнична лікарня.

## Релігія
- Свято-Вознесенська церква.

## Відомі люди

### Народились
- Гундорова Тамара Іванівна — український літературознавець і культуролог. Доктор філологічних наук, професор, завідувачка відділу теорії літератури Інституту літератури ім. Т. Г. Шевченка НАН України, член-кореспондент НАН України.